# アクリル酸エチル
アクリル酸エチル (Ethyl acrylate) は、化学式 CH2=CHCO2CH2CH3 で表される有機化合物で、アクリル酸のエステルである。無色の液体で特有な刺激臭がある。塗料、繊維、不織布などに用いられる。また、種々の医薬品中間体の合成試薬にも用いられる。

## 製造
アクリル酸エチルは、酸触媒によるアクリル酸のエステル化によって生成される。アクリル酸はプロピレンの酸化によって生成される。また、アセチレン、一酸化炭素、エタノールからレッペ反応により調製することもできる。 市販の製品には、ヒドロキノン、フェノチアジン、またはヒドロキノンエチルエーテルなどの重合防止剤が含まれている
。

## 反応と使用

### ポリマー類と他のモノマー類の前駆体として
アクリル酸エチルは、樹脂、プラスチック、ゴム、義歯材料などのポリマーの製造に使用される。アクリル酸エチルは、酸性または塩基性触媒作用による高級アルコールとのエステル交換反応による同種のアクリル酸アルキル（アクリル酸エステル）の原料となる。その方法 (エステル交換) で、特殊用途のアクリル酸エステルの製造が可能になる。アクリル酸 2-エチルヘキシル（英語: 2-Ethylhexyl acrylate）（2-エチルヘキサノールから）は感圧接着剤に使用される。アクリル酸シクロヘキシル（英語: Cyclohexyl acrylate）（シクロヘキサノールから）は 自動車用クリアラッカーに使用される。アクリル酸2-ヒドロキシエチル (エチレングリコールから）はジイソシアナートと架橋可能なゲルを形成する、これは長鎖アクリレート (C18 +アルコール) とパラフィンオイルの凝固点降下用の櫛方ポリマー用のコモノマーとして用いられる。アクリル酸2-ジメチルアミノエチル (ジメチルアミノエタノールから) は、下水浄化と製紙用の凝集剤の調製に用いられる。
アクリル酸エチルは、反応性モノマーとしてホモポリマー (単一のモノマーからなるポリマー) に用いられる。また、次のような物質とのコポリマー (共重合体) にも用いられる。エチレン、アクリル酸とその塩、アミド、エステル、メタクリル酸エステル、アクリロニトリル、マレイン酸エステル、塩化ビニル、塩化ビニリデン、スチレン、ブタジエン、不飽和ポリエステル 。アクリル酸エチルとエチレンのコポリマー (EPA) はエチレンと酢酸ビニルのコポリマーと同じように、接着剤とポリマー添加剤に適している。アクリル酸とのコポリマーは液体洗剤の洗浄効果を増加させる。メタクリル酸とのコポリマーは胃薬錠剤のコーティングに用いられる (ユードラギット Eudragit)。
多数の可能なコモノマー単位と、アクリル酸エチルとのコポリマーおよびターポリマー (terpolymer, 3種類のモノマーからなるポリマー)の組み合わせにより、塗料や接着剤、紙、繊維、皮革助剤、化粧品や医薬品などのさまざまな用途で、アクリレートコポリマーのさまざまな特性が実現できる。

### マイケル受容体とHX受容体として
アクリル酸エチルは、ルイス酸による触媒作用によって、マイケル付加でアミンと反応して高収率でβ-アラニン誘導体となる。
α,β-不飽和カルボニル化合物としてのアクリル酸エチルへの求核付加は、医薬品中間体の合成においてよく行われる戦略である。 例としては、グルテチミド (睡眠薬)または ビンカミン (血管拡張薬)（現在は廃止）、または Cilomilast (COPD薬) や Leteprinim (向知性薬) などのより最近の治療法がある。
3-ブロモプロピオン酸エチル（英語: Ethyl 3-bromopropionate）は、アクリル酸エチルの臭化水素化で調製される。

### ジエノフィル
ジエン (diene) と反応する場合、アクリル酸エチルはディールス・アルダー反応の優れたジエノフィルとして反応する。例えば、1,3-ブタジエンと[4+2]環状付加反応でシクロヘキセンカルボン酸エステルが高収率で得られる。

## 自然における存在
アクリル酸エチルは香料としても使用される。パイナップルおよびボーフォールチーズ の揮発性成分として検出されていて、バニラから熱抽出で最大 1ppm得られるバニラフレーバーの二次成分である。このような高濃度では、抽出されたアロマに悪影響を及ぼす
。

## 危険性
国際がん研究機関 (International Agency for Research on Cancer) は「全体的な評価では、アクリル酸エチルはおそらくヒトに対して発がん性がある (グループ 2B)」と述べた。アメリカ合衆国環境保護庁 (United States Environmental Protection Agency = EPA) は「アクリル酸エチルへの職業ばく露に関するヒトの研究は、化学物質へのばく露と結腸直腸がんとの関係を示唆しているが、証拠は矛盾しており、決定的ではない」と述べた。米国国家毒性プログラム (National Toxicology Program = NTP) による研究では、強制経口投与 (実験的に化学物質を胃に入れる）でばく露されたラットとマウスで扁平上皮乳頭腫（英語: squamous cell papilloma）と前胃の癌腫の発生率の増加が観察された。 しかし、NTPは最近、ヒトには前胃がないため、これらのデータはヒトの発がん性に関連しないと判断し、発がん性物質のリストからアクリル酸エチルを削除した。 (職業ばく露は一般に、長期間にわたって定期的に発生するばく露を伴う)。
大量投与 (LD50 ラット、経口) 1020mg/Kg は有毒であるが、日々の連続暴露 (限界しきい値)（英語: Threshold limit value） から 5ppmまでは安全と考えられる。FDAは、この物質 (アクリル酸エチル) がその意図された使用の条件下で公衆衛生にリスクをもたらさないというその継続的なスタンスに関係なく2018年10月の時点で、食品の合成香料物質としての使用の承認を取り下げた。 
安全上都合の良いことは、アクリル酸エチルが優れた警告特性 (悪臭) を持っていることである。臭気しきい値は、どんな健康問題よりはるかに低い。言い換えれば、悪臭は、濃度が深刻な健康上のリスクを生み出す可能性のあるレベルに達するずっと前に、アクリル酸エチルの存在を人々に警告する。 正確なレベルの報告は多少異なるが、例えば、U.S.E.P.A は、臭気しきい値として 0.0012 ppm を報告している。しかし、E.P.A の 急性曝露ガイドラインレベル-1（英語: Acute Exposure Guideline Levels） (AEGL-1) は 8.3 ppmで臭気しきい値のほぼ 7000倍である。